# 姚永
姚永（1474年—？年），字思永，别號慎修，福建兴化府莆田縣人，明朝政治人物。

## 生平
治《書經》，行十，由府學生中式丁卯科（1507年）福建鄉試第五十七名舉人，年三十五歲中式正德三年（1508年）戊辰科會試第二百二十七名，第三甲第七十三名進士。授德化县知县，历任三载，擢升太仆寺寺丞，丁父母憂，服阕，十五年庚辰秋復補原职。嘉靖二年子姚文炤中进士，三年（1524年）五月因病請告，以光禄寺少卿致仕。

## 家族
曾祖姚謙道。祖父姚景，綿陵教谕。父姚渠，贈太仆寺寺丞。母陳氏，贈安人。具庆下。